# یواس‌اس اسمیت (دی‌دی-۳۷۸)
یواس‌اس اسمیت (دی‌دی-۳۷۸) (به انگلیسی: USS Smith (DD-378)) یک کشتی بود که طول آن ۱۰۴ متر (۳۴۱ فوت) بود. این کشتی در سال ۱۹۳۶ ساخته شد.